# José Wilson Sánchez
José Wilson Sánchez es un oficial militar boliviano que actualmente se desempeña como jefe del ejército y comandante general del Ejército de Bolivia, cargo que ocupa desde el fallido intento de golpe de Estado llevado a cabo el 26 de junio de 2024 contra el presidente Luis Arce. 

## Comandante general del Ejército
El 26 de junio de 2024, el general Juan José Zúñiga, entonces comandante del ejército boliviano, intentó un golpe de Estado contra el presidente Luis Arce, enviando tropas en vehículos blindados para tomar la Plaza Murillo en La Paz, capital administrativa del país, y asaltar la Casa Grande del Pueblo, el palacio presidencial. Este evento es conocido como el Intento de golpe de Estado de 2024.
Durante la infructuosa acción militar, el mandatario nombró nuevos jefes del Ejército (entre ellos él), de la Armada y la Fuerza Aérea del país, al tiempo que afirmó que las tropas que se levantaron en su contra estaban «manchando el uniforme». En su primer acto bajo su gestión, ordenó a todas las tropas golpistas que se retiraran y regresaran a sus cuarteles. Las tropas evacuaron rápidamente la plaza siguiendo la orden.